# Neues Schloss (Ingolstadt)

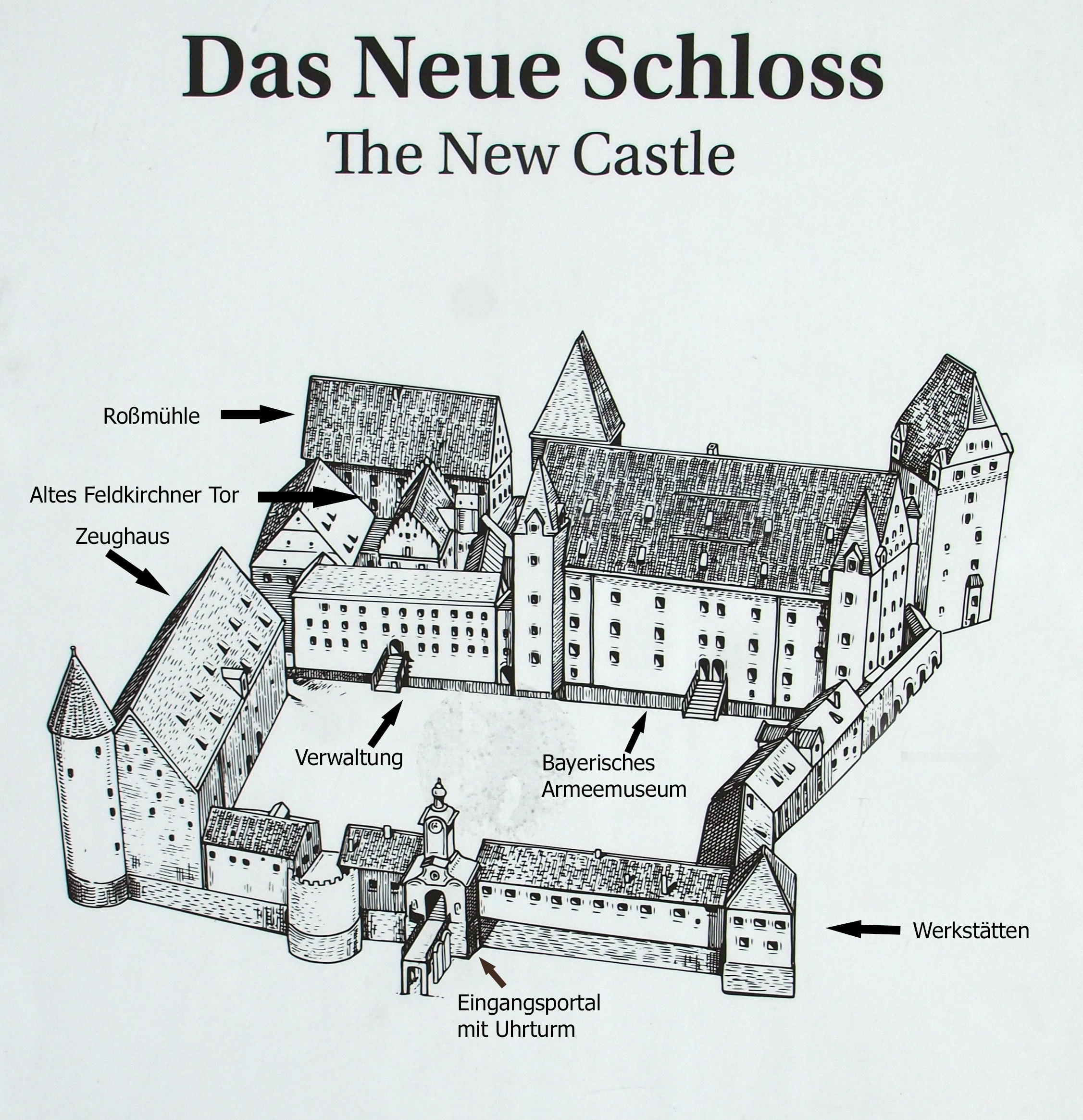
Übersichtsplan Neues Schloss

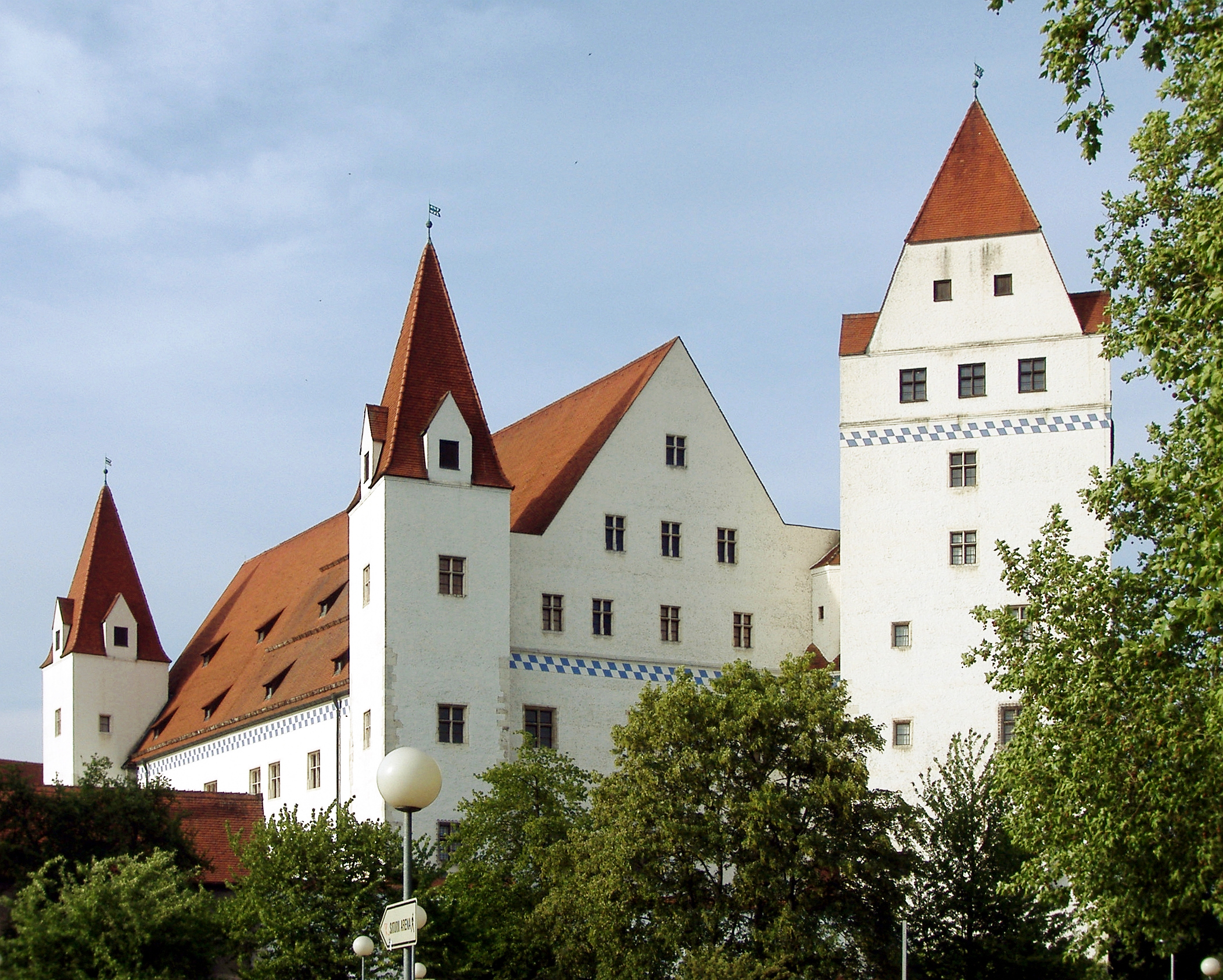
Blick vom Donauufer auf den 1479 begonnenen Palast

Das Neue Schloss in Ingolstadt gehört zu den bedeutendsten Profanbauten des 15. Jahrhunderts in Bayern. Die ältesten Teile der Anlage gehen auf eine Stadtburg Herzog Ludwigs VII. von Bayern-Ingolstadt aus den 1430er-Jahren zurück. Zwischen etwa 1470 und 1490 wurde das Neue Schloss durch Herzog Ludwig IX. von Bayern-Landshut und dessen Sohn Herzog Georg den Reichen von Bayern-Landshut erheblich erweitert und zur modernen Residenz ausgebaut. Das Neue Schloss beherbergt heute das Bayerische Armeemuseum. Die Anlage ist unter der Aktennummer D-1-61-000-360 als denkmalgeschütztes Baudenkmal von Ingolstadt verzeichnet. Ebenso wird sie als Bodendenkmal unter der Aktennummer D-1-7234-0548 im Bayernatlas als „mittelalterliche und frühneuzeitliche Befunde im Bereich des Neuen Schlosses (Neue Veste) sowie der ehem. Roßmühle“ geführt.

## Baugeschichte und Struktur

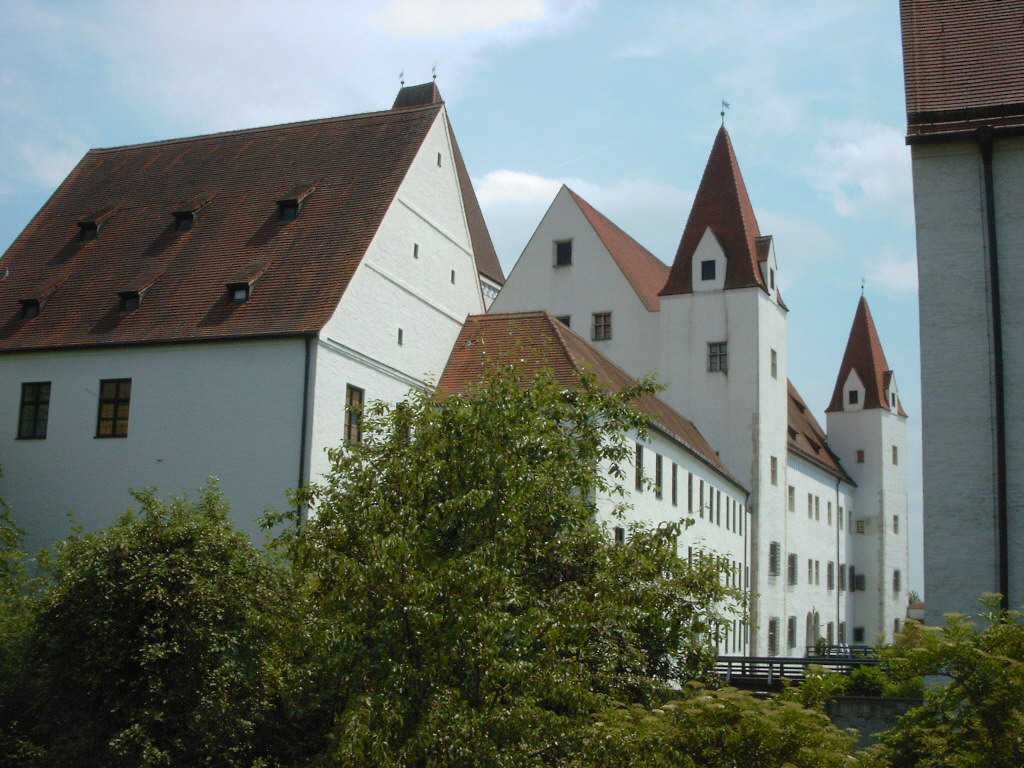
Das Neue Schloss von Nordwesten

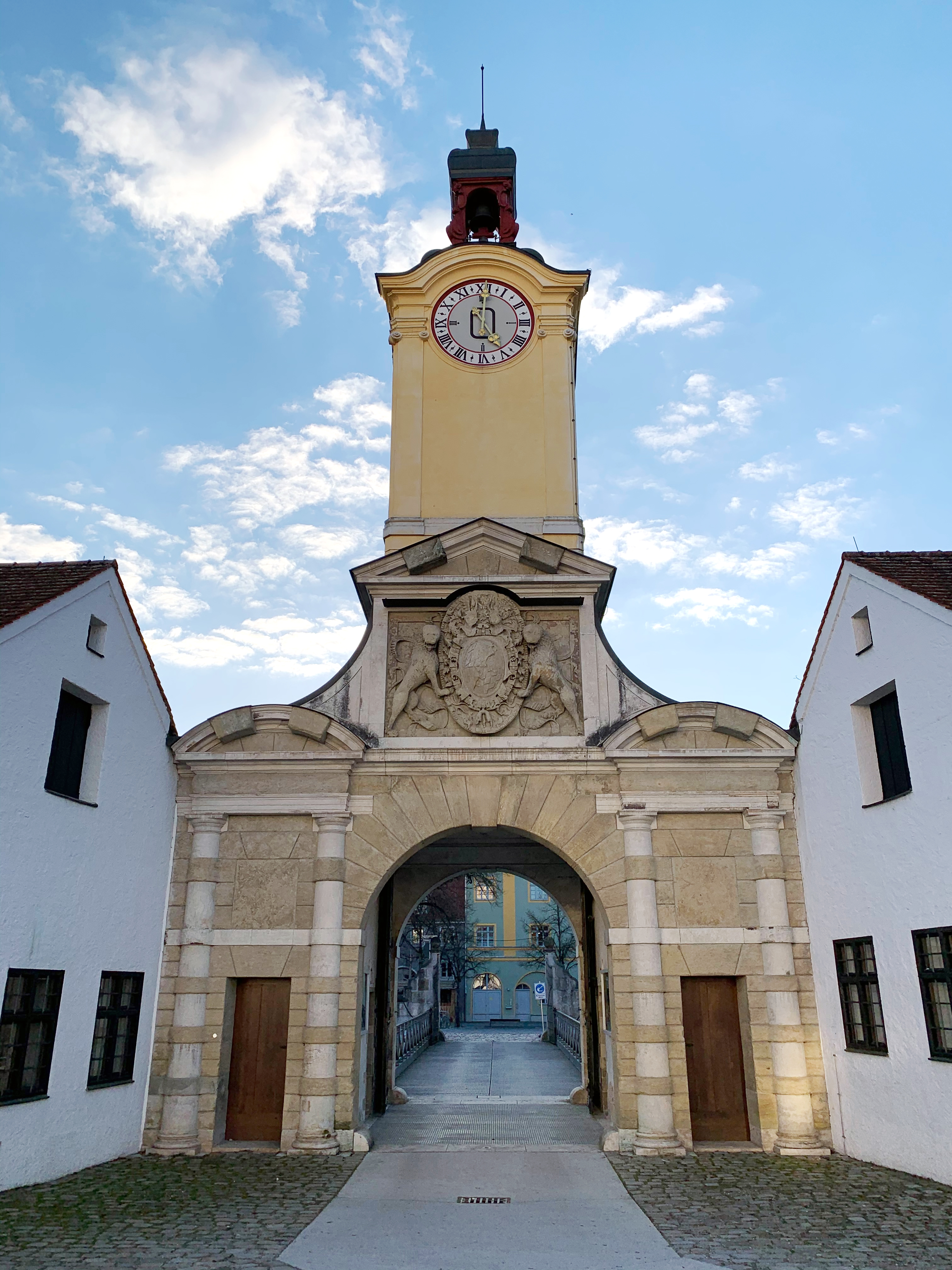
Portal zum Neuen Schloss

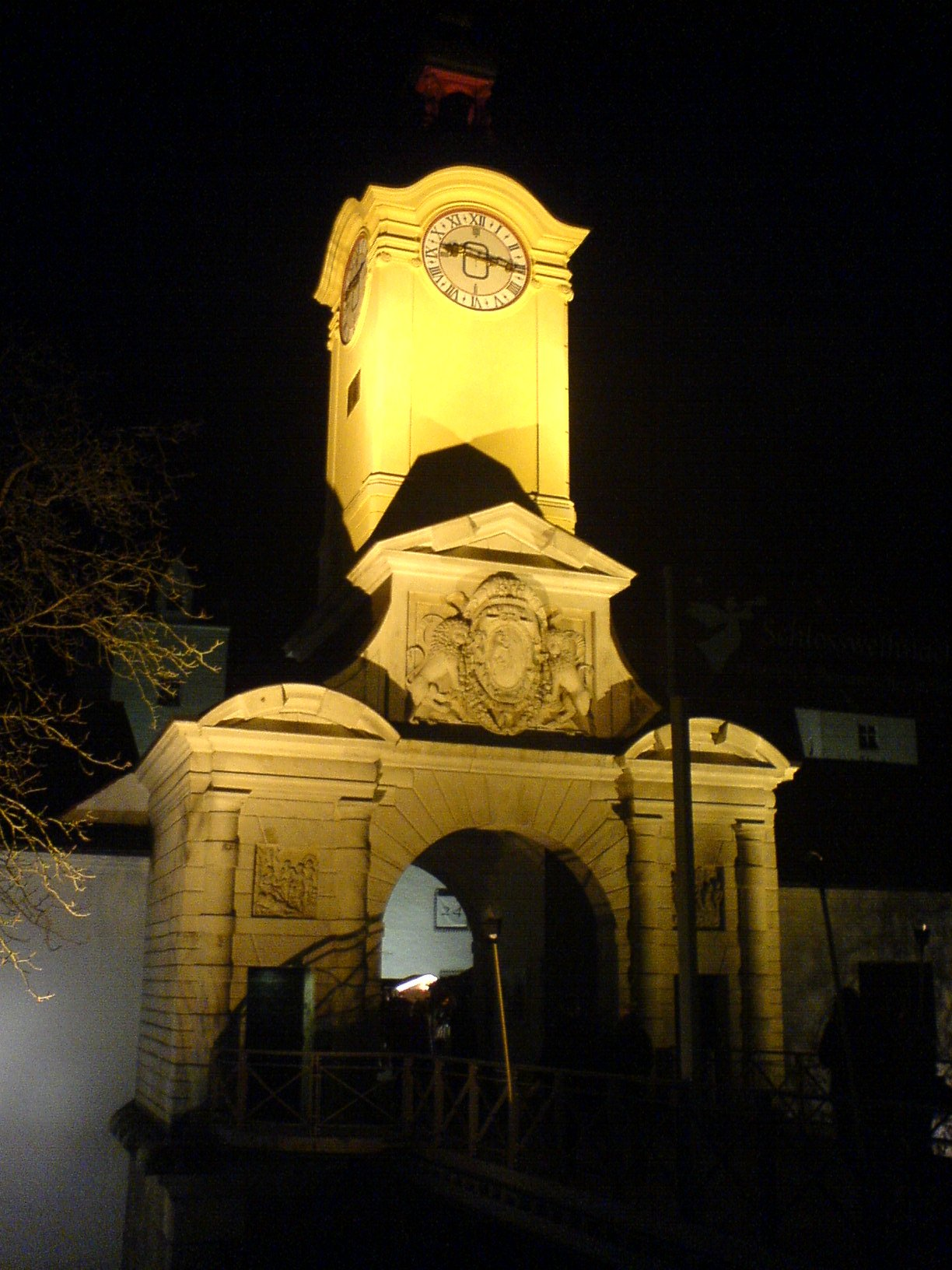
Das Portal des Neuen Schlosses bei Nacht

Seit dem 13. Jahrhundert diente das Alte Schloss, der heute sogenannte Herzogskasten, als Residenz der Herzöge von Bayern-Ingolstadt. Herzog Ludwig VII., Bruder der französischen Königin Isabeau de Bavière, verbrachte mehr als zehn Jahre in Frankreich. Nach der Rückkehr in seine Residenzstadt Ingolstadt begann er um 1430 mit dem Bau einer neuen Burg im Südosten der Stadt. Der Bereich am heutigen Paradeplatz war zu diesem Zeitpunkt bereits bebautes Gebiet. Laut einer Urkunde aus dem Jahr 1429 ließ Herzog Ludwig VII. in der Folgezeit mehrere Bürgerhäuser in Vorbereitung zu seinem geplanten Neubau abreißen.
Auch das Alte Feldkirchner Tor, über das die Stadt von Osten her zugänglich war, sollte in die neue Burg, die „Neue Veste“, integriert werden. 1434 ließ Ludwig VII. als Ersatz ein neues Stadttor etwas weiter nördlich errichten. Erst ab diesem Zeitpunkt wurde dem Herzog das Alte Feldkirchner Tor zu seinem Neubau überlassen. Das Neue Feldkirchner Tor wurde 1874 abgebrochen. Im Obergeschoss des Alten Feldkirchner Tors haben sich Reste der ursprünglichen hölzernen Ausstattung erhalten. Der Ausbau des ehemaligen Stadttors zu drei mit Fachwerkwänden getrennten Wohnräumen erfolgte vermutlich noch 1434.
Die von Ludwigs VII. um das Alte Feldkirchner Tor herum begonnenen Baumaßnahmen lassen sich nur schwer fassen. Dieser Bereich der später so genannten Statthalterei wurde bis ins 19. Jahrhundert mehrfach überformt und während des Zweiten Weltkriegs zu großen Teilen zerstört. Vermutlich gehörte der Vorgängerbau des heutigen Fahnenhauses (Ausstellungsräume des Bayerischen Armeemuseums) ebenfalls zur Stadtburg Ludwigs VII. aus den 1430er-Jahren.
Nach Aussterben der Linie Bayern-Ingolstadt fiel der Landesteil 1450 an das Herzogtum Bayern-Landshut. Unter Ludwig dem Reichen wurde um 1470 bis 1473 der Getreidespeicher (später: Zeughaus) auf der Nordseite errichtet. An der Nordwestecke ist ein Rundturm in den Bau einbezogen. Gleichzeitig wurde die Befestigung des Neuen Schlosses ausgebaut. Der Graben um die Anlage wurde ausgehoben und eine Bastei zur Donau hin errichtet.
1479, kurz nach dem Tod Ludwigs des Reichen, wurde schließlich mit dem Bau des Palas der Anlage nach einem damals hochmodernen Konzept begonnen. Die Arbeiten am Palas wurden etwa 1489 weitgehend fertiggestellt und die ersten Möbel wurden angeliefert. In den 1490er-Jahren ließ Herzog Georg der Reiche die Türme des Schlosses erhöhen.
Die Gesamtanlage liegt am Rand der Stadtmauer und ist als Stadtburg konzipiert, die mit ihrem tiefen und breiten Graben zur Stadt hin sowohl nach außen wie auch nach innen Schutz bot. Im Süden folgt der Grundriss des langgestreckten Palas dem ehemaligen Verlauf der Schutter. Zum Schlosshof hin hat der Palas zwei kleinere Ecktürme über quadratischem Grundriss. Nach Südosten schließt sich ein großer, viereckiger Turm, nach Nordosten der sogenannte Fünfeckturm an.
Mit dem Ausbau Ingolstadts zur stärksten Landesfestung Bayerns wurden auch am Neuen Schloss Verstärkungen in Form von Bastionen, wie der Eselsbastei, vorgenommen, von denen jedoch nichts mehr erhalten ist. Die Anfänge des Schlossportals gehen auf die Zeit um 1580 zurück, wobei der Glockenturm erst Mitte des 18. Jahrhunderts erbaut wurde.

## Innenräume

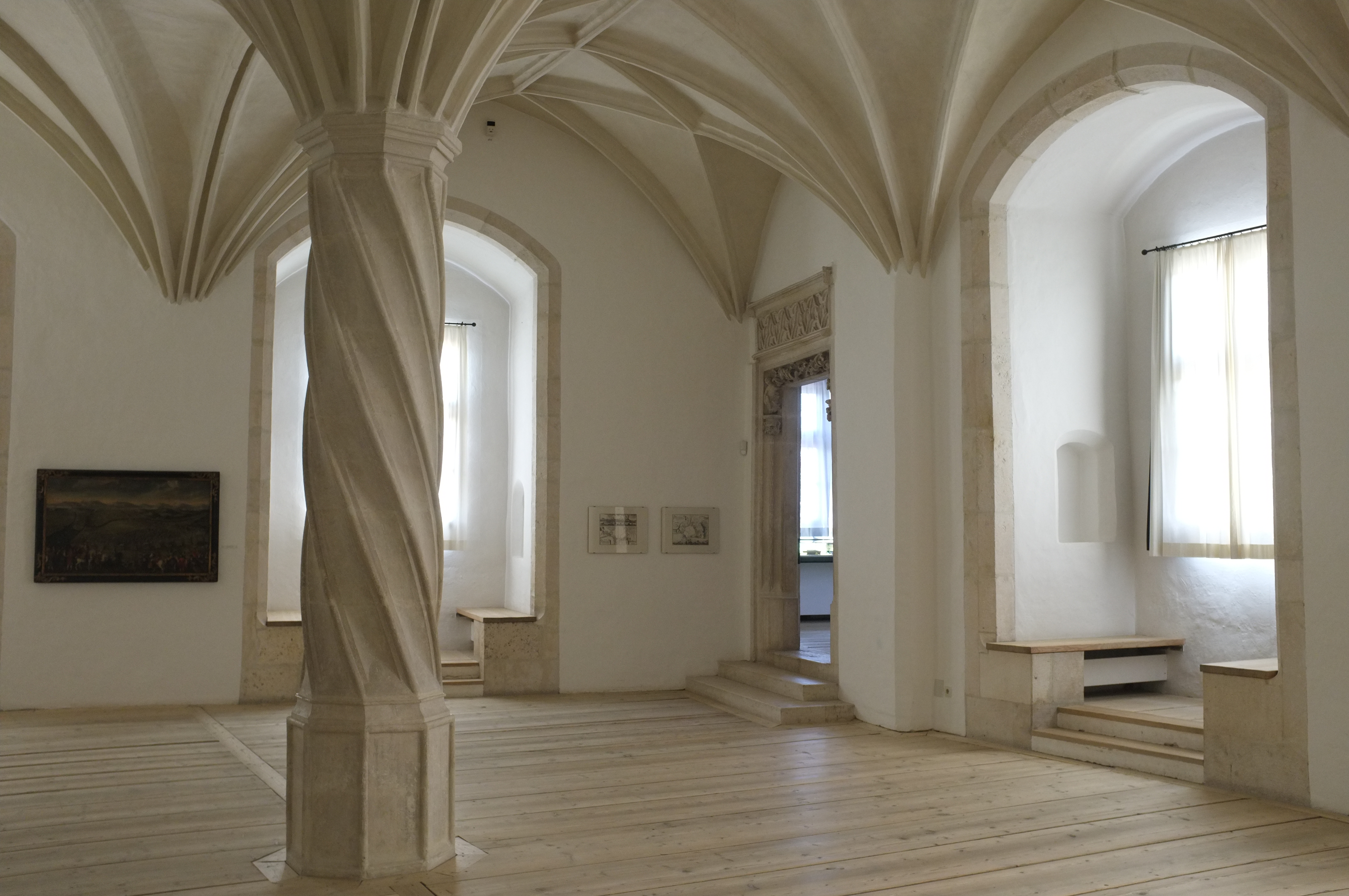
Innenraum des Neuen Schlosses, Türsturz im Gewände mit Äffchen auf Konsolen, die mit Blattmasken versehen sind

Fast alle Räume wurden in den 1480er-Jahren gewölbt, und die herzoglichen Wohnräume sind noch gut ablesbar. Im Erdgeschoss wird das Netzrippengewölbe der Dürnitz von zwei Achtkantpfeilern gestützt, während sich im Schönen Saal die Rippen sternförmig aus einer Mittelsäule entfalten. Die Rahmen von Türen und Fenstern sind mit plastischem Schmuck dekoriert. In der Schlosskapelle blieben noch alte Malereien erhalten, ansonsten sind die Räume weiß verputzt.

## Weitere Entwicklung und heutige Nutzung

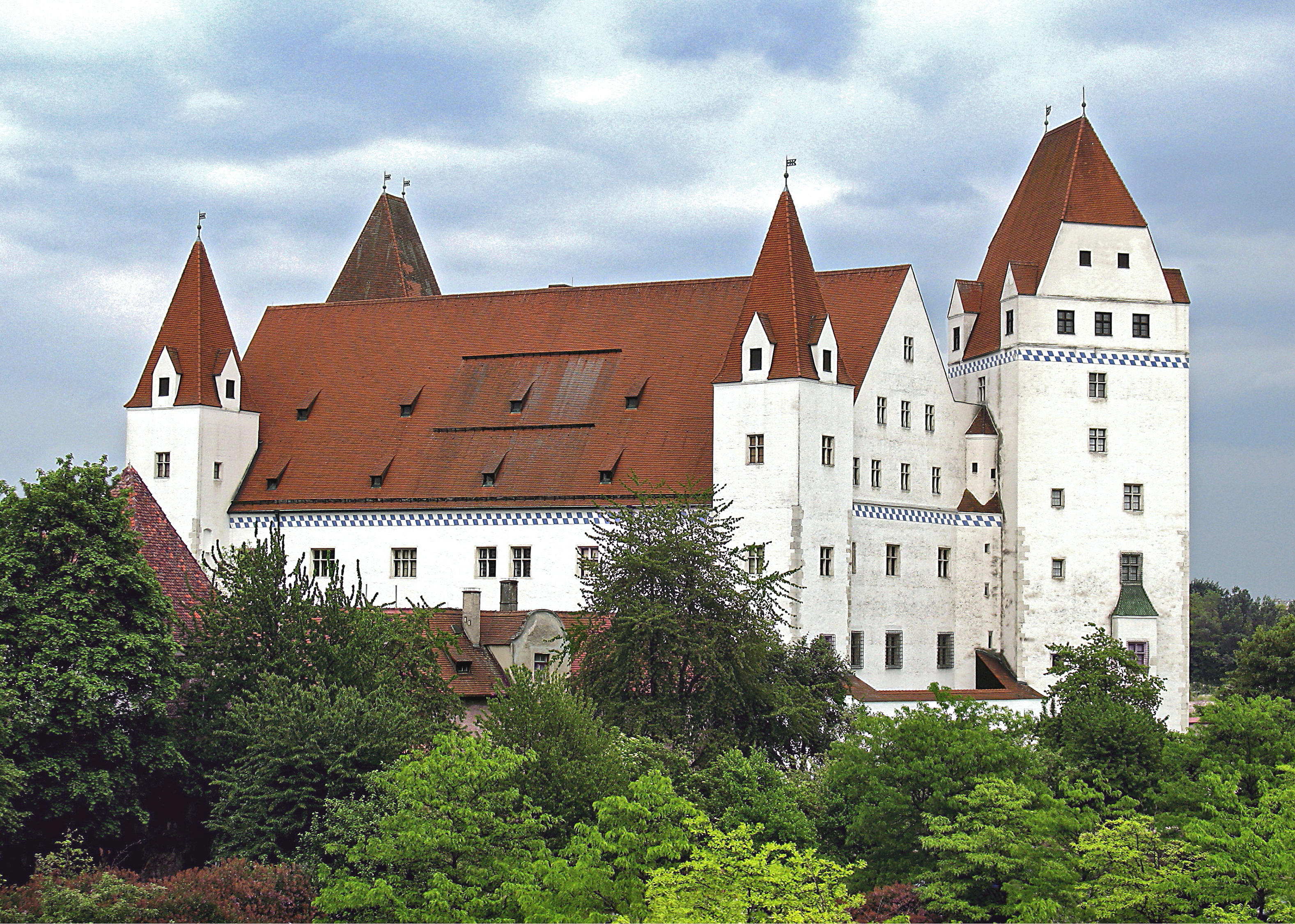
Das Neue Schloss in Ingolstadt

Im 19. Jahrhundert wurden einige Trakte des Schlosses niedergelegt oder verändert, während des Zweiten Weltkriegs wurde es stark beschädigt und musste mit einem Notdach versehen werden. Nach dem Krieg und dem Abbruch des Donautors wurden Teile des Tores an das Portal des Neuen Schlosses angefügt.
In den 1960er-Jahren wurde das Schloss umfassend restauriert, seit 1972 beherbergt es das Bayerische Armeemuseum samt seinen Werkstätten.
Im Jahre 2015 fand im Neuen Schloss die Bayerische Landesausstellung statt. Da die Ausstellung die Räumlichkeiten der Dauerausstellung komplett belegte, wurde der dortige Teil des Armeemuseums vorübergehend geschlossen. Nach dem Ende der Landesausstellung bezieht das Armeemuseum mit einer abschnittsweise realisierten und neu gestalteten Ausstellung die gleichen Räumlichkeiten wieder.
Daneben dient das räumliche Umfeld des Schlosses als Ort zahlreicher Veranstaltungen. Höhepunkt war das Ingolstädter Herzogsfest, welches zu Ehren der Erbauer alle zwei Jahre stattfand.

## Ausstellungen
- Napoleon und Bayern (2015)[9]
- Im Visier des Fotografen. Alte Waffen in neuem Licht (2018)[10]
- Formen des Krieges 1600–1815 (2019)[11]
- Schatzkammer (2019)[12]
- Arsenal und Museum (2019)[13]
- Das Zelt des Großwesirs (2020)[14]
- 1650–1820. Gemälde aus dem Depot des Bayerischen Armeemuseums (2021)[15]
- Bayern wird Kurfürstentum (2022)[16]